# Італійська коханка (фільм, 1966)
«Італійська коханка» або «Султани» (італ. L'amante italiana; або фр. Les Sultans) — фільм 1966 року режисера Жана Деланнуа.

## Сюжет
Ліза — італійська коханка чарівного та заможного парижанина Лорана Мессажера. Одного вечора Ліза має зустрітися з ним у своїй квартирі, але він не приходить. Насправді Лоран повинен був змінити плани, оскільки його донька має романтичні проблеми і хоче бути з ним тієї ночі, змушуючи залицяльника заздрити, який не знає, що він її батько. Через різні непорозуміння Лоран не може попередити Лізу, яка починає впадати в депресію і думати, що Лоран її кинув. На майданчику житлового будинку вона зустрічає свою сусідку, дівчину в тій же ситуації, що і вона Ліза пропонує сусідці провести кілька годин разом, щоб потопити горе. Через кілька годин з'являється сусідський хлопець; Ліза пропонує їм залишитися на вечерю, щоб не бути самотніми. Під час вечері Лізі дзвонить подруга, яка повідомляє їй, що Лоран також з дівчиною в кімнаті, де вона знаходиться. Ліза оніміла, але воліє не давати гостям зрозуміти її розчарування і каже їм, що вона повинна піти, бо Лоран чекає її. Пізніше сусідка Лізи, виходячи на терасу, заглядає у вікно подруги і бачить, що вона лежить на землі. Вона негайно біжить зі своїм хлопцем до дому Лізи, і їм вдається її врятувати, бо вона зробила спробу самогубства. Нарешті приїжджає Лоран, і дає їй задовільне пояснення. Двом подругам доведеться визнати собі, що їхні чоловіки не можуть їх утримати. І вони сміються з цього.

## Акторський склад
- Джина Лоллобриджида: Ліза Бортолі
- Луї Журдан: Лоран Мессаджер
- Корінн Маршан: Мірей
- Даніель Гелін: Лео
- Філіпп Нуаре: Мішель, просто «Мішу»
- Мюріель Батіст: Кім Мессаджер
- Рене Фор: Одетта Мессаджер
- Розі Варт: Дельфін
- Клод Жансак: Марсель
- Люсія Модуньо: Магі